# Remigen
Remigen is een gemeente en plaats in het Zwitserse kanton Aargau en maakt deel uit van het district Brugg.
Remigen telt 1.044 inwoners.